# یمن شمالی
یمن شمالی اصطلاحی‌ست که در اشاره به جمهوری عربی یمن (۱۹۶۲ تا ۱۹۹۰) و پادشاهی متوکلی یمن (۱۹۱۸ تا ۱۹۶۲) و منطقه تحت کنترل انصار الله یمن به کار می‌رود. دولت‌هایی که بر بخش‌های شمالی و غربی یمن در شبه‌جزیره عربستان حکومت می‌کردند.
این کشور در ۲۲ آوریل ۱۹۹۰ با جمهوری دمکراتیک خلق یمن (معروف به یمن جنوبی) متحد شد و جمهوری یمن را پایه‌گذاری کرد.